# Xizhangcun
Xizhangcun (kinesiska: 西张村, 西张村镇) är en köping i Kina. Den ligger i provinsen Henan, i den centrala delen av landet, omkring 220 kilometer väster om provinshuvudstaden Zhengzhou. Antalet invånare är 47 659. Befolkningen består av 23 240 kvinnor och 24 419 män. Barn under 15 år utgör 13,0 %, vuxna 15-64 år 76 %, och äldre över 65 år 10,0 %.
Genomsnittlig årsnederbörd är 661 millimeter. Den regnigaste månaden är juli, med i genomsnitt 151 mm nederbörd, och den torraste är december, med 3 mm nederbörd.